# Stilton (ost)
För orten Stilton, se Stilton, Cambridgeshire.

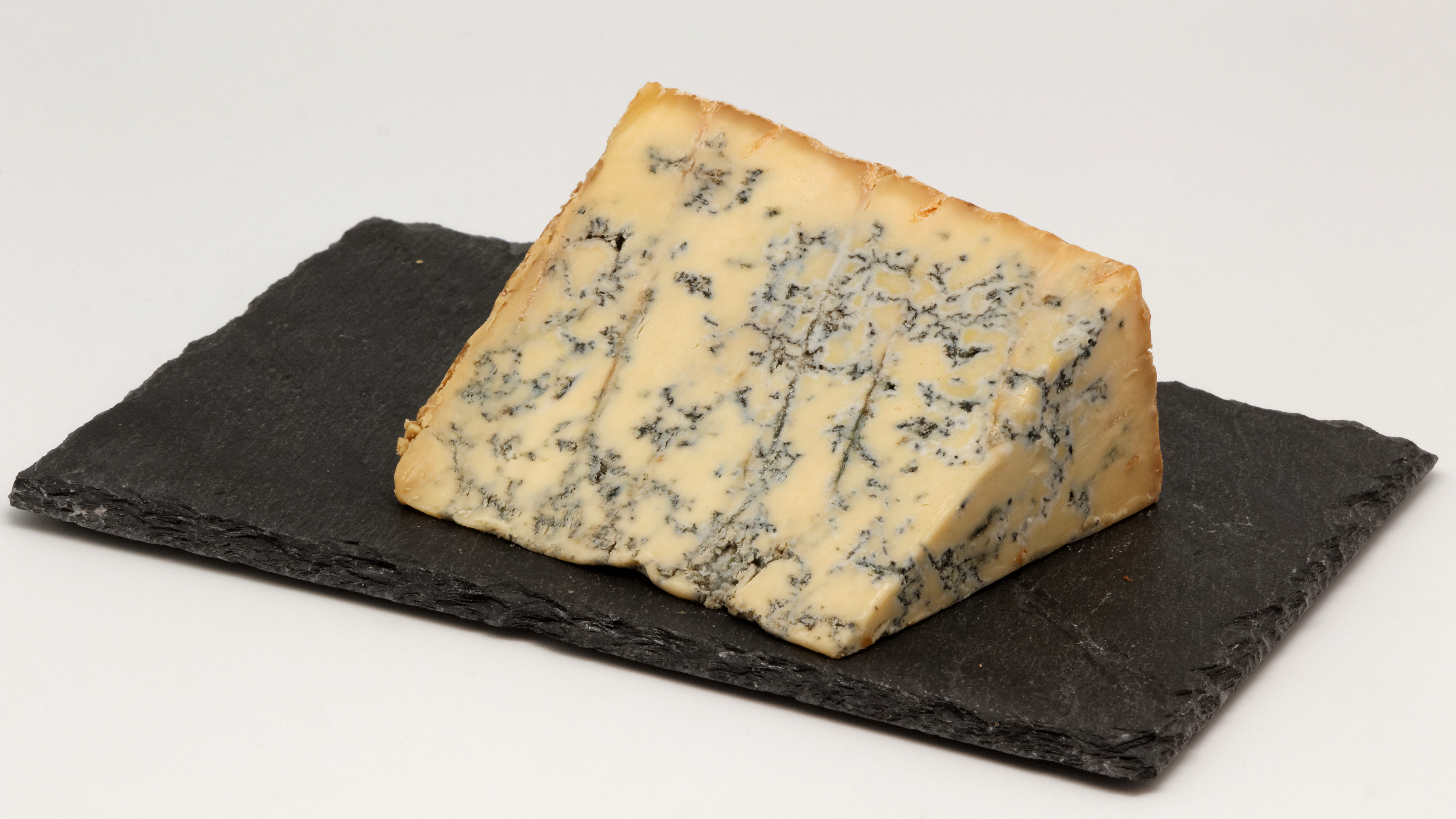
Stilton.

Stilton är en engelsk mögelost gjord på pastöriserad komjölk och uppkallad efter orten Stilton där den salufördes på 1700-talet. Osten får endast tillverkas i grevskapen Derbyshire, Leicestershire och Nottinghamshire för att få kallas Stilton, osten får därför inte tillverkas i orten Stilton som ligger i Cambridgeshire. Stiltonosten fick Skyddad ursprungsbeteckning 1996.
Med Stilton menar man vanligen en grönmögelost (blå Stilton), men det finns även en vitmögelostvariant.
Osten är cylinderformad med en tjock skorpa och säljs inte förrän den lagrats i minst tre månader.